# آندریاس ولف
آندریاس ولف (انگلیسی: Andreas Wolff؛ زادهٔ ۳ مارس ۱۹۹۱) بازیکن هندبال اهل آلمان است.
از باشگاه‌هایی که در آن بازی کرده‌است می‌توان به اشاره کرد.